# Noémie Gantier
Pour les articles homonymes, voir Gantier.
Noémie Gantier est une comédienne française née le 12 septembre 1985.

## Biographie
En 2006, Noémie Gantier intègre l'École du Nord (anciennement École professionnelle supérieure d’art dramatique (Epsad) de Lille) après deux années au Conservatoire d’Art Dramatique de Nantes. Le directeur de l'école de l'époque, Stuart Seide, la dirige dans la pièce de théâtre Quel est l'enfoiré qui a commencé le premier ? en 2009.
En 2015, elle est nommée pour le Molière de la comédienne dans un second rôle pour Les Particules élémentaires.
En 2024, elle obtient le prix du Syndicat de la critique de la meilleure comédienne  pour son interprétation de Modesta dans L'Art de la joie, œuvre de Goliarda Sapienza adaptée au théâtre et mise en scène par Ambre Kahan.

## Théâtre
- 2009 : Quel est l'enfoiré qui a commencé le premier ? de Dejan Dukovski, mise en scène Stuart Seide, Nouveau théâtre de Montreuil, Théâtre du Nord
- 2010 : Les larmes amères de Petra Von Kant d'après Rainer Werner Fassbinder, mise en scène Yvon Lapous, Le Grand T
- 2010-2012 : Gênes 2001 de Fausto Paravidino, mise en scène Julien Gosselin, Théâtre du Nord, Théâtre en Mai (Dijon), Théâtre de Vanves
- 2011 : Au bois lacté de Dylan Thomas, mise en scène Stuart Seide, Théâtre du Nord, Théâtre National de Strasbourg
- 2011-2012 : Tristesse animal noir d'Anja Hilling, mise en scène Julien Gosselin, Théâtre de Vanves, Festival Prémices (Lille)
- 2012 : La Chanson de et par Tiphaine Raffier, Festival Prémices (Lille), Théâtre du Nord, Théâtre Brétigny
- 2013-2018 : Les particules élémentaires d'après Michel Houellbecq, mise en scène Julien Gosselin, Festival d’Avignon, Théâtre du Nord, La Criée, tournée
- 2013-2019 : Constellations de Nick Payne, mise en scène Arnaud Anckaert, Comédie de Béthune, tournée
- 2016 : Dans le nom de et par Tiphaine Raffier, Théâtre du Nord, La Criée, tournée
- 2016-2017 : 2666 d'après Roberto Bolaño, mise en scène Julien Gosselin, Festival d’Avignon, tournée
- 2018-2020 : Joueurs, Mao II, les noms d'après Don DeLillo, mise en scène Julien Gosselin, Festival d’Avignon, Théâtre National de Bretagne, Théâtre National de Strasbourg, tournée
- 2019-2020 : Ruy Blas de Victor Hugo, mise en scène Yves Beaunesne, Comédie Poitou-Charentes, tournée
- 2020-2024 : Si je te mens, tu m'aimes ? de Rob Alan Evans, mise en scène Arnaud Anckaert, Théâtre du Prisme, tournée
- 2022 : Tartuffe de Molière, mise en scène Yves Beaunesne, Théâtre de Liège, tournée
- 2023-2024 : L'art de la joie d'après Goliarda Sapienza, mise en scène Ambre Kahan[4], Comédie de Valence, MC93, tournée
- 2025 : Anatomie d'un suicide d'Alice Birch, mise en scène de Christophe Rauck, Théâtre Nanterre-Amandiers, puis Théâtre National Populaire[5]

## Filmographie

### Cinéma
- 2019 : Court-métrage La Chanson de Tiphaine Raffier en sélection officielle à la Quinzaine des cinéastes du Festival de Cannes 2018[6] : Barbara

### Télévision
- 2024 : La Fille de l'assassin de Carole Kornmann : Olivia

## Distinctions

### Cinéma
- Festival Jean Carmet 2018 : prix du jury du meilleur jeune espoir féminin dans le court-métrage La Chanson de Tiphaine Raffier[7]

### Théâtre
- Molières 2015 : Nomination au Molière de la comédienne dans un second rôle dans Les Particules élémentaires[2]
- Syndicat de la critique 2024 : Prix de la meilleure comédienne dans L'Art de la joie[3]